# 1886 en santé et médecine
| Années de la santé et de la médecine : 1883 - 1884 - 1885 - 1886 - 1887 - 1888 - 1889    |
| Décennies de la santé et de la médecine : 1850 - 1860 - 1870 - 1880 - 1890 - 1900 - 1910 |

Cet article présente les faits marquants de l'année 1886 en santé et médecine.

## Publications
- Psychopathia Sexualis, ouvrage du neurologiste Richard von Krafft-Ebing (1840-1902) dans lequel il étudie la psychopathologie sexuelle. Il introduit le premier les termes de paranoïa, de sadisme et de masochisme[1].
- Hippolyte Bernheim (1840-1919) : De la suggestion et de ses applications à la thérapeutique[2].

## Naissances
- 1er janvier : Frantz Adam (mort en 1968), psychiatre français.
- 19 mars : Adrien Borel (mort en 1966), psychiatre et psychanalyste français.
- 22 mai : Hermann Stieve (mort en 1952), anatomiste et histologiste allemand.
- 5 juin : Jean Bablet (mort en 1952), médecin militaire, biologiste, anatomo-pathologiste français.
- 10 juillet : Augustin Damiens (mort en 1946), médecin et pharmacien français, doyen de la Faculté de pharmacie de Paris[3].
- 21 août : Georges Cousin (mort en 1942), ophtalmologiste et homme politique français.
- 24 septembre : Edward Bach (mort en 1936), médecin britannique, homéopathe, à l'origine d'une thérapie par les élixirs floraux, dite « Fleurs de Bach. »
- 26 septembre : Archibald Hill (mort en 1977), prix Nobel de physiologie ou médecine en 1922.
- 30 septembre : Gaston Ramon (mort en 1963), vétérinaire et biologiste français.

## Décès
- 10 août : George Busk (né en 1807), chirurgien, zoologiste et paléontologue britannique.